# Indoiranici
I popoli indoiranici sono l'insieme dei popoli indoeuropei caratterizzato dall'uso delle lingue indoiraniche. Come gli altri popoli indoeuropei, hanno origine in seguito alla migrazione e alla frammentazione del preistorico popolo protoindoeuropeo. 
Secondo la teoria più attestata, gli Indoiranici si dividono in due gruppi, gli Iranici (Persiani, Medi, Sciti, Sarmati, ecc.), parlanti le lingue iraniche, e gli Indoari, che si stanziarono nel subcontinente indiano e furono i locutori delle lingue indoarie.  Secondo ipotesi meno comuni, si possono identificare altri gruppi di Indoiranici (Mitanni, forse Cassiti, ecc.), detti "Indoiranici dell'Asia Minore" o "della Mesopotamia" perché ivi stanziati fin dal II millennio a.C., non appartengono con certezza a nessuno dei due gruppi.

## Etnonimo
La parola "Indoiranici" è un composto che fa riferimento ai due principali gruppi attestati in epoca storica, "Indiani" e "Iranici". In passato è stato utilizzato anche il termine "Ariani", in seguito abbandonato sia per la scarsa precisione, sia per le implicazioni razziste derivate dal suo uso nel quadro dell'ideologia della razza ariana.
La parola "arianno" compare per la prima volta nel testo sacro indoario Rigveda e nell'Avestā iranico. I termini vedici e avestici sono derivati direttamente da *arya (proto-indoiranico), apparentemente un'autodenominazione dei proto-Indoiranici. Il termine inoltre si trova in antiche iscrizioni persiane e mede e in altre fonti persiane dal V secolo a.C. in avanti, e la stessa parola "Iran" è derivata da esso. Dario il Grande disse: Io sono Dario il Grande Re, re dei re, re di paesi che contengono tutte le razze degli uomini, re in questa grande terra ampia e sconfinata, figlio di Hystaspes, un achemenide, un persiano, figlio di un persiano, un ariano, discendente da ariani. L'India inoltre si chiama Aryavarta, che significa "la terra degli ariani". Gli iraniani moderni considerano la loro origine etnica e storica come ariana e nell'Induismo storico il termine dal sanscrito ha preso il significato spirituale di nobile.

## Indoiranici dell'Asia Minore
Nel corso del II millennio a.C. furono presenti in Asia Minore o Mesopotamia diversi nuclei indoeuropei, identificati linguisticamente e culturalmente come Indoiranici. Non si trattò di grandi masse di popolazione, quanto piuttosto di ristretti gruppi fortemente connotati militarmente dall'uso del carro da guerra. Tali nuclei riuscirono, proprio grazie alla loro superiore tecnica bellica, a imporsi sulle ben più numerose popolazioni autoctone preesistenti.
Il primo gruppo di cui si ha notizia è quello dei Cassiti, che sottomisero l'Impero babilonese intorno al XVI secolo a.C. I Cassiti non erano indoeuropei, tuttavia la loro classe dirigente aveva subito indubbie influenze indoeuropee - e specificamente indoiraniche - sia dal punto di vista culturale (il carro da guerra, appunto), sia dal punto di vista linguistico-religioso (nei nomi dei loro sovrani appaiono elementi inequivocabilmente indoiranici come Marrutash, Shurijash, Indas, coincidenti con divinità vediche).
Nel XIV secolo a.C., nella Mesopotamia occidentale, il regno di Mitanni fu popolato da genti non indoeuropee (gli Urriti) governate da un'aristocrazia militare indoeuropea o con forti influssi indoeuropei: i maryannu (cfr. sanscrito maryas "combattente", "eroe"). Indoiranici sono anche diversi nomi di re di Mitanni (Artatama, Saussatar, Tushratta) e di alcune divinità (Indra, Varuṇa, Mitra, i Nasattia) invocate in un trattato diplomatico con i vicini Ittiti. Elementi isolati di vocabolario mitanno appaiono nel trattato di ippologia di Kikkuli, dedicato proprio al carro da guerra e redatto presso la corte ittita; tali elementi si caratterizzano anch'essi come indoiranici.
Anche lungo la costa orientale del Mediterraneo sono attestate, sempre intorno alla metà del II millennio, dinastie reali caratterizzate dalla ricorrenza di antroponimi indoiranici: Artamania, Suvardata, Biridasva, ecc..
Complessa è la questione dell'identificazioni di tali nuclei con l'una o l'altra delle due grandi famiglie del gruppo indoiranico, gli Iranici e gli Indoari. Gli scarsi elementi, sia linguistici sia culturali, individuati forniscono indicazioni contraddittorie. Più prossimi alle lingue indoarie sono alcuni elementi fonetici (mancata aspirazione iniziale e intervocalica *s > /h/, conservazione di /t/ davanti a /y/) e fonetico-lessicali (in alcuni suffissi il nome del "cavallo" appare nelle forma -asva, come nell'indiano asvá- e diversamente dall'iranico aśpa-); culturalmente, le divinità Indra, Varuna e i Nasattia si ritrovano nel pantheon indiano e non in quello iranico. Iranici invece sono gli antroponimi in Arta- (Artatama, Artamania; cfr. il sasanide Artaserse), con l'evoluzione fonetica tipicamente iranica *r̥ > /ar/. Altri elementi ancora non appaiono né iranici né indoari ma arcaismi genericamente indoiranici, anteriori alla differenziazione tra i due gruppi: il numerale "uno" nella forma aika- (con conservazione del dittongo), assenza di sonore aspirate in luogo di sonore semplici. Da questo insieme, i linguisti concludono, sia pure in via ipotetico-induttiva, che il ramo mesopotamico degli Indoiranici fosse un ramo a sé, che partecipava ad alcuni elementi di differenziazione dialettale dell'ancora indiviso Indoiranico comune dal quale sarebbe potuto emergere un terzo gruppo indoiranico. L'esiguità numerica della penetrazione indoiranica in Asia Minore fece invece sì che i pochi nuclei fossero presto assorbiti dalla stragrande maggioranza della popolazione dell'area, non indoeuropea, senza lasciare eredità storico-linguistiche dirette.

## Indoari
Secondo le teorie più accreditate anche se non universalmente condivise, gli Indoari penetrarono nelle loro sedi storiche (il subcontinente indiano) da Occidente tra il 1400 e il 1000 a.C., sottomettendo inizialmente la Civiltà della valle dell'Indo. Grazie alla superiore tecnica militare del carro da guerra, si espansero nei secoli seguenti verso sud e verso est, senza mai arrivare tuttavia a indoeuropeizzare completamente il subcontinente. I testi più antichi della tradizione indoaria, i Veda, riflettono proprio l'ambiente di tale primo periodo, benché tramandati a lungo soltanto oralmente e messi per iscritto soltanto in un secondo momento. Le più ampie attestazioni linguistico-culturali degli Indoari sono quelle elaborate posteriormente in lingua sanscrita, a partire dal V secolo a.C. Una versione alternativa dell'indoeuropeizzazione dell'India è invece elaborata dalla Teoria della continuità archeologico-genetica, che tuttavia si scontra con solide riserve dal punto di vista della linguistica storica.

## Iranici
Ultimi Indoeuropei a lasciare le originarie steppe tra Mar Nero e Caucaso furono, secondo l'ipotesi kurganica, gli Iranici. Storicamente, sono attestati nuclei che volsero la propria pressione migratoria verso Occidente (Cimmeri, Sciti, Sarmati) e altri che invece si mossero verso Oriente, a sud del Mar Caspio (Saci, Medi, Persiani). A partire dal 1500 a.C., tali Iranici introdussero un'importante novità nella tecnica di cavalcatura: l'adozione del morso, che migliorò notevolmente il controllo dell'animale, soprattutto in battaglia. Di tutti i gruppi iranici, quello che ebbe maggior influenza storica fu di gran lunga quello dei Persiani, i cui eredi storici caratterizzano tutt'oggi le regioni comprese tra la Mesopotamia e l'India (iraniani, curdi, tagichi, ecc.). Degli Iranici settentrionali sopravvivono invece soltanto, a nord del Caucaso, gli osseti.